# Moa Island
Moa Island (detta anche Banks Island) è un'isola dell'arcipelago delle Torres Strait Islands ed è situata nello stretto di Torres nel Queensland, in Australia. Si trova a nord della penisola di Capo York. Appartiene alla regione di Torres Strait Island. La popolazione dell'isola, nel censimento del 2016, era di 448 abitanti.

## Geografia
Moa Island si trova al centro dello stretto di Torres, affiancata a Badu Island, ed è la seconda in ordine di grandezza delle isole dell'arcipelago. Moa ha una superficie di 171,7 km² e raggiunge l'altezza massima di 399 m sul Moa (o Banks) Peak, che è la vetta più alta delle Torres Strait Island. A sud, il Banks Channel è un canale che divide l'isola dalla barriera corallina del Long Reef. Sull'isola ci sono due insediamenti: Kubin sulla costa sud-occidentale e St Pauls sulla costa orientale, che sono collegati da una strada.

## Storia
Il popolo Mualgal, conosciuto dai locali come Italgal, è il proprietario tradizionale dell'isola e si riferisce all'isola come Mua. La comunità di Kubin oggi è composta principalmente dagli Italgal originari.
Il capitano William Bligh, comandante della Providence visitò lo stretto di Torres nel 1792 e mappò le principali isole e i canali. Bligh chiamò l'isola "Banks" in onore del suo patrono e amico, il botanico Sir Joseph Banks.